# Tylonycteris tonkinensis
Tylonycteris tonkinensis (Tu, Csorba, Ruedi & Hassanin, 2017) è un pipistrello della famiglia dei Vespertilionidi diffuso in Indocina.

## Descrizione

### Dimensioni
Pipistrello di piccole dimensioni, con la lunghezza dell'avambraccio tra 25,1 e 27,8 mm.

### Aspetto
Le parti dorsali sono marroni scure con la base dei peli giallo-rossastre, mentre le parti ventrali sono bruno dorate. La testa è appiattita dorsalmente. Le orecchie sono ben separate, triangolari e con la punta arrontondata. Il trago è corto e smussato. Le membrane alari sono marroni scure. Sono presenti dei cuscinetti carnosi alla base di ogni pollice e sulla pianta dei piedi. La coda è lunga ed inclusa completamente nell'ampio uropatagio.

## Biologia

### Comportamento
Come le altre forme simili, probabilmente si rifugia nelle canne di Bambù.

### Alimentazione
Si nutre di insetti.

## Distribuzione e habitat
Questa specie è diffusa nel Laos nord-orientale e nel Vietnam settentrionale.
Vive nei boschi di bambù tra 500 e 1.286 metri di altitudine.

## Conservazione
Questa specie, essendo stata scoperta solo recentemente, non è stata sottoposta ancora a nessun criterio di conservazione.